# Должность
До́лжность (в административном праве) — правовое образование, первичная неделимая структурная единица в организации или вне её, замещаемая физическим лицом, отвечающим установленным квалификационным требованиям, несущим должностные обязанности и наделённым должностными полномочиями, в соответствии с руководящими документами в той или иной сфере деятельности.
У В. И. Даля в словаре, Должность — долг, должное, обязанность, а также служебное место или звание, с обязанностями его; определённые и возложенные на кого-либо занятия, с каким-либо званием. В просторечии — пост.

## Виды и типы
В Российской Федерации существуют (существовали в Российской империи, Советской России, РСФСР и Союзе ССР) следующие виды и типы должностей:
- Воинская должность — возложенные на военнослужащего обязанности или должность (ранее чин) военнослужащего или военнообязанного в запасе (отставке) вооружённых сил государства, которая определяет его положение (права) и обязанности) по отношению к другим военнослужащим или военнообязанным:
  - административная должность[2]
  - строевая должность[2]
  - нестроевая должность
- и другие
- Государственная должность[2]
  - административная должность[2]
  - законодательная должность[2]
  - судебная должность[2]
  - финансовая должность[2]
  - прочие.
- Церковная должность
- Выборная должность — должности в структурах Российского государства, на которые назначаются граждане России на основании выборов.
- Назначаемая должность — должности в структурах Российского государства, на которые назначаются граждане России на основании назначения должностными лицами.

## Сокращения
В делопроизводстве в России применялись и применяются следующие сокращения (аббревиатуры) к слову должность:
- ИД — исправляющий должность (устаревшее);
- ИО — исполняющий обязанности по должности;
- ВрИД — временно исполняющий должность;
- ВрИО — временно исполняющий обязанности по должности.